# Henrik Pedersen (landbrugshistoriker)
 Der er flere personer med dette navn, se Henrik Pedersen.
Hans Henrik Christian Pedersen (født 7. februar 1862 i Helsted ved Randers, død 18. februar 1926 i København) var en dansk nationaløkonom, landbrugshistoriker, statistiker, lektor og kontorchef.
Henrik Pedersen voksede op som søn af gårdejer Peder Hansen (1830-1908) og Maren Kirstine Henriksdatter
(1825-1891). Han blev efter endt skolegang elev på Viby Højskole (grundlagt af Lars Bjørnbak), var derefter i en periode huslærer et par steder i Jylland, gennemførte første del af en læreruddannelse og fungerede i nogle år som journalist ved jyske blade og provinsaviser, deriblandt Aarhus Amtstidende (der ligesom Viby Højskole var grundlagt af Lars Bjørnbak).
Da Henrik Pedersen senere flyttede til København blev han korrespondent for flere provinsblade samtidig med at gennemførte en privat studentereksamen i 1894 og derefter blev cand.polit. i 1900.
I 1902 blev han ansat i Statens Statistiske Bureau (i dag Danmarks Statistik), hvor han blev fuldmægtig i 1907 og senere var kontorchef fra 1913 til 1923.
Fra 1918 var Henrik Pedersen endvidere lektor i landbopolitik ved Københavns Universitet samtidig med at han sideløbende bestred en række tillidshverv, deriblandt som medlem af Fæstekommissionen af 1910, af Udvalg til udarbejdelsen af en ny Lovgivning om Kapitelstaksten, af Skovkommissionen af 1920 samt i bestyrelsen for Højskolen for moderne Samfundsvidenskab og Historie.
Gennem sit statistiske arbejde udviklede Henrik Pedersen en evne til at videreformidle landbohistoriske forhold fra specielt anden halvdel af 1600-tallet på en letforståelig måde. Hans videnskabelige arbejde indeholder landbohistoriske arbejder, der blandt andet spænder over så forskelligartede emner som hovedgårdene historie, ødegårde i 1600-tallet, forholdet mellem udsæd og dyrket areal, landboforhold i Irland samt jordbesiddelse og jordreformer i England.
Henrik Pedersens store arbejde med at formidle de statistiske forudsætninger for udarbejdelsen af Christian V's Matrikel 1688, tabelværket Det danske Landbrug, nåede han ikke selv at udgive inden sin død i 1926, men med bistand fra Carlsbergfondet, blev de mere end 350 sider med tætskrevne tabeller udgivet et par år senere, forsynet med en omfattende indledning af den senere rigsarkivar Svend Aakjær.
Henrik Pedersen blev i Fodby den 4. december 1901 gift med lærer Pouline Marie Christensen (12. februar 1868-18. maj 1952), datter af gårdejer Christen Nielsen (1830-1908) og Ane Margrethe Poulsdatter (1836-1910). Han blev efter sin død begravet på Vestre Kirkegård i København.